# 最後の猿の惑星
『最後の猿の惑星』（さいごのさるのわくせい、原題: Battle for the Planet of the Apes）は、1973年のアメリカ合衆国の映画。ピエール・ブールによるSF小説『猿の惑星』を原作とする『猿の惑星』シリーズ全5作の最終作。監督はJ・リー・トンプソン、主演はロディ・マクドウォール。

## あらすじ
シーザーが主導した人間への反乱は核戦争への発展を経て、地球の支配者は人間から猿に移行していた。2003年、シーザーは原野に新たな集落を築き、人間を召使としてだが共存して暮らしていた。補佐役である人間のマクドナルドは人間と猿の対等な関係を求めるが、シーザーは過去の経緯から人間の解放に慎重な態度をとっていた。ある日、シーザーは「死んだ両親の記録が壊滅した都市に保管されている」とマクドナルドから聞き、彼とヴァージルを連れて核戦争で壊滅した都市に向かう。地下の記録保管庫で両親の記録テープを見たシーザーは、「猿が世界を滅ぼす」という母ジーラの言葉に衝撃を受ける。
同じ頃、核戦争を生き延びて都市の地下で潜伏していたコルプらミュータントたちは、シーザーが自分たちへの侵略に来たと思い込み、強硬策に出る。コルプは偵察隊を派遣してシーザーの村を探し当て、先制攻撃を仕掛けるため、戦闘部隊を率いて出撃する。一方、人間を敵視するアルドーは配下のゴリラと共にシーザーへの反乱を計画するが、偶然密議を聞いていたシーザーの息子コーネリアスに気付き、「猿は猿を殺さない」という猿の掟を破って彼の口封じを試みる。その後、シーザーが瀕死の重傷を負ったコーネリアスの看病に就いたところでコルプたちが村に迫っていることが分かり、アルドーは人間たちを拘束して武器庫から武器を奪い、戒厳令を敷く。
看病の甲斐なくコーネリアスが息を引き取り、悲嘆に暮れるシーザーのもとに突然ヴァージルが現れ、アルドーの独断専行を警告する。シーザーがアルドーを止めようとしたところにコルプたちが現れ、戦闘状態となる。シーザーたちは火力で圧倒されるが、隙を突いてコルプたちを撃退し、辛うじて村を逃げ出した彼らはアルドーの部隊に奇襲され、全滅する。拘束された人間たちを解放しようとするシーザーに反対したアルドーはコーネリアスを殺したことが発覚し、粛清される。シーザーは人間たちを解放してマクドナルドの提案を受け入れ、猿と人間の対等な関係を宣言する。
2670年、シーザーが死んで600年が経過した地球では、立法者が子猿と人間の子供たちにシーザーの物語を読み聞かせている。彼らの背後にあるシーザーの像からは、涙が流れていた。

## キャスト
| 役名                   | 俳優                     | 日本語吹替                                                     |
| 役名                   | 俳優                     | フジテレビ版 （追加録音版）                                    |
| ---------------------- | ------------------------ | -------------------------------------------------------------- |
| シーザー               | ロディ・マクドウォール   | 近石真介                                                       |
| アルドー               | クロード・エイキンス     | 相模太郎 （五王四郎）                                          |
| リサ                   | ナタリー・トランディ     | 寺島伸枝 （岸本百恵）                                          |
| コルプ知事             | セヴァーン・ダーデン     | 千葉耕市 （竹本和正）                                          |
| マンデマス             | リュー・エアーズ         | 八奈見乗児 （飯塚昭三）                                        |
| 立法者                 | ジョン・ヒューストン     | 大木民夫                                                       |
| ブルース・マクドナルド | オースティン・ストーカー | 小林清志                                                       |
| エイブ教授             | ノア・キーン             | 糸博                                                           |
| ミュータントの指揮官   | リチャード・イーストハム |                                                                |
| アルマ                 | フランス・ニュイエン     | 沢田敏子                                                       |
| メンデス               | ポール・スティーヴンズ   |                                                                |
| ターニャ医師           | ヘザー・ロウ             |                                                                |
| ヴァージル             | ポール・ウィリアムズ     | 滝口順平                                                       |
| コーネリアス           | ボビー・ポーター         | 清水マリ                                                       |
| ジェイク               | マイケル・スターンズ     |                                                                |
| 兵士                   | カル・ウィルソン         |                                                                |
| チンパンジーの少年     | パット・カーディ         |                                                                |
| ジェイクの友人         | ジョン・ランディス       |                                                                |
| その他                 |                          | 西田昭市 渡部猛 浅井淑子 飯塚昭三 石丸博也 木原正二郎 田中康郎 |
|                        |                          |                                                                |
| 字幕翻訳               |                          | 飯嶋永昭                                                       |
| 吹替翻訳               |                          | トランスグローバル                                             |
| 吹替演出               |                          | 山田悦司                                                       |
| 調整                   |                          | 杉原日出弥                                                     |
| 制作                   |                          | トランスグローバル                                             |
| 解説                   |                          | 高島忠夫                                                       |
| 初回放送               |                          | 1976年4月30日 『ゴールデン洋画劇場』 21:00-22:54               |

- フジテレビ版：2015年10月7日発売の『吹替の名盤』シリーズ ＜テレビ吹替音声収録＞HDリマスター版DVDに収録。約73分
  - 2016年4月7日にWOWOWにてカット部分とエクステンデッド版の追加シーン（約11分[3]）を同キャスト（一部代役）で追加録音して放送。

## 製作
脚本には続編4作品を執筆したポール・デーンが引き続き起用されたが、彼は健康状態が悪化したため、脚本の完成前に降板した。そのため、『地球最後の男オメガマン』で脚本を担当したジョン・ウィリアム・コリントンと彼の妻ジョイス・H・コリントンが起用されたが、ジョイスによると起用された時点で2人とも『猿の惑星』シリーズをまったく観たことがなかったという。コリントン夫妻は未来の地球で猿と人間の子供が遊び合う結末を執筆したが、最終稿を読んだデーンはシーザーの彫像が涙を流すシーンに書き換えた。ジョイスはこれについて「愚かしい。胃が捻じ曲がるような思いがした」と不快感を示している。

## 評価
トンプソンは低額な予算のために思うような撮影ができなかったことを不満に感じているほか、デーンも病気のために十分な脚本が書けなかったことを後悔している。
映画評論家、テレビ司会者、作家のロジャー・イーバートは、「瀕死のシリーズの最後の足掻き。残ったファンから金を搾り取るために作られた単純な映画」と酷評している。

## ノベライズ
- デイヴィッド・ジェロルド『最後の猿の惑星』(Battle for the Planet of the Apes) 小倉多加志訳、ハヤカワ・ノヴェルズ、1973年。NCID:BA56364559。